# ГЕС Ахай
ГЕС Ахай (阿海水电站) — гідроелектростанція у центральній частині Китаю в провінції Юньнань. Знаходячись між ГЕС Ліюань (вище по течії) та ГЕС Цзинанькяо, входить до складу каскаду на одній з найбільших річок світу Янцзи (розташовується на ділянці її верхньої течії, котра носить назву Цзиньша).
В межах проекту річку перекрили греблею із ущільненого котком бетону висотою 132 метра та довжиною 482 метра. На час будівництва воду відвели за допомогою двох тунелів з перетином 16х19 метрів. Гребля утримує витягнуте по долині Янцзи на 75,3 км водосховище із площею поверхні 22,7 км2, об'ємом 806 млн м3 (корисний об'єм 106 млн м3) та припустимим коливанням рівня у операційному режимі між позначками 1492 та 1504 метра НРМ. Під час повені об'єм може зростати до 882 млн м3.
Пригреблевий машинний зал обладнали п'ятьма турбінами типу Френсіс потужністю по 400 МВт, які використовують напір від 63 до 88 метрів (номінальний напір 77 метрів) та забезпечують виробництво 8877 млн кВт-год електроенергії.
Видача продукції відбувається по ЛЕП, розрахованій на роботу під напругою 500 кВ.